# Grosses Gartenhaus

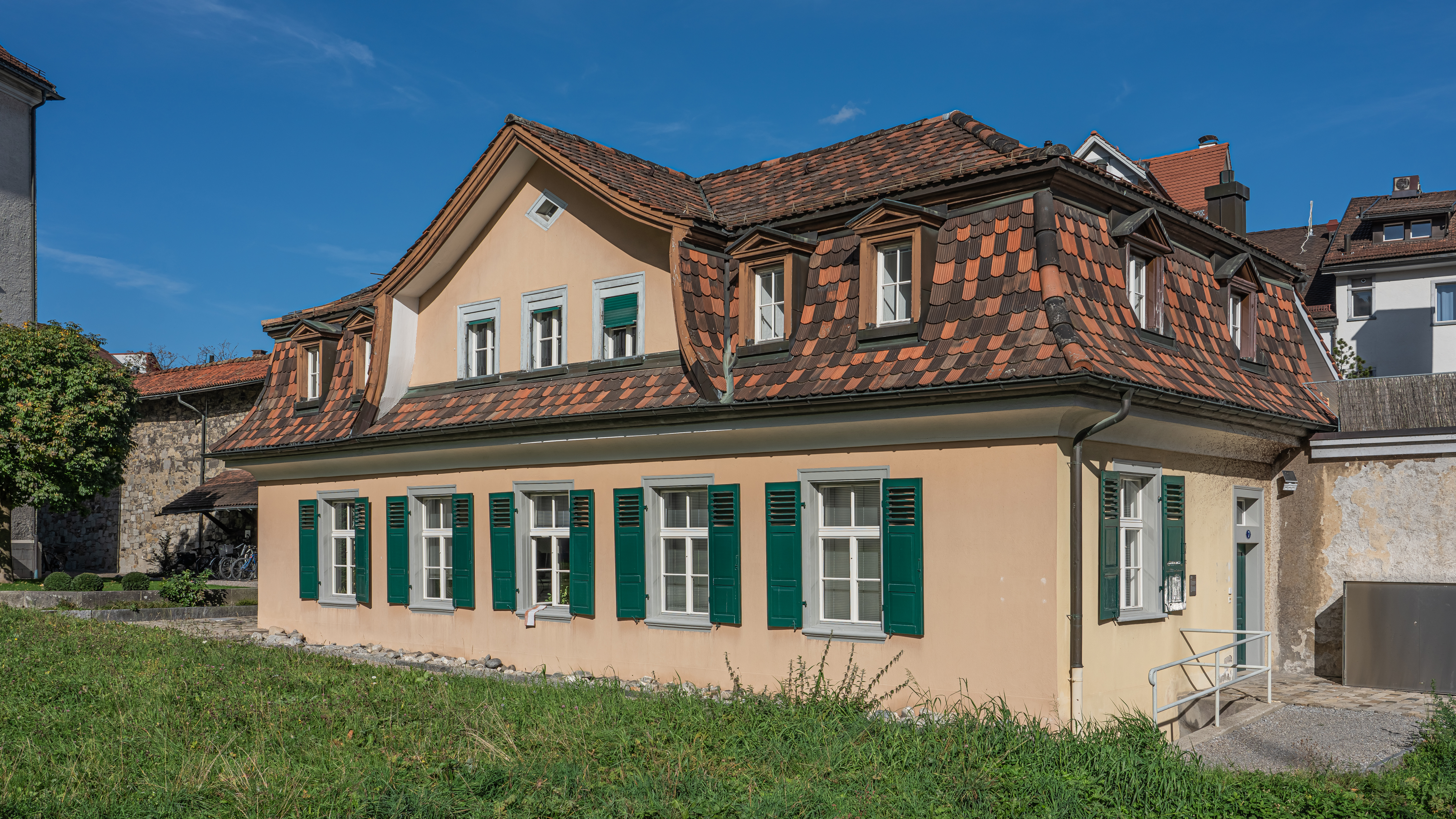
Ansicht von Südosten (2022)

Das Grosse Gartenhaus ist ein ehemaliges Gartenhaus in St. Gallen, Schweiz. Es steht innerhalb der Schiedmauer des Stiftsbezirks und wurde mit diesem 1983 von der UNESCO in das Verzeichnis des schützenswerten Weltkulturerbes aufgenommen.
Das Gebäude steht an der Nordseite des «hinteren Klosterhofs», nordwestlich der Neuen Pfalz. Rückwärtig sind die Häuser Zeughausgasse 2–14 an die Schiedmauer angebaut. Das spätbarocke Bauwerk stammt aus der Regierungszeit des Fürstabts Beda Angehrn.
Das Gartenhaus ist ein eingeschossiger Bau mit fünf Achsen und Mansarddach, in das ein geschweifter Giebel einschneidet. An der Westseite liegt ein kleines zweiachsiges Nebengebäude, das als Eingang dient. Das Haus wird als Bürogebäude der Kantonsverwaltung genutzt.

## Klostergarten

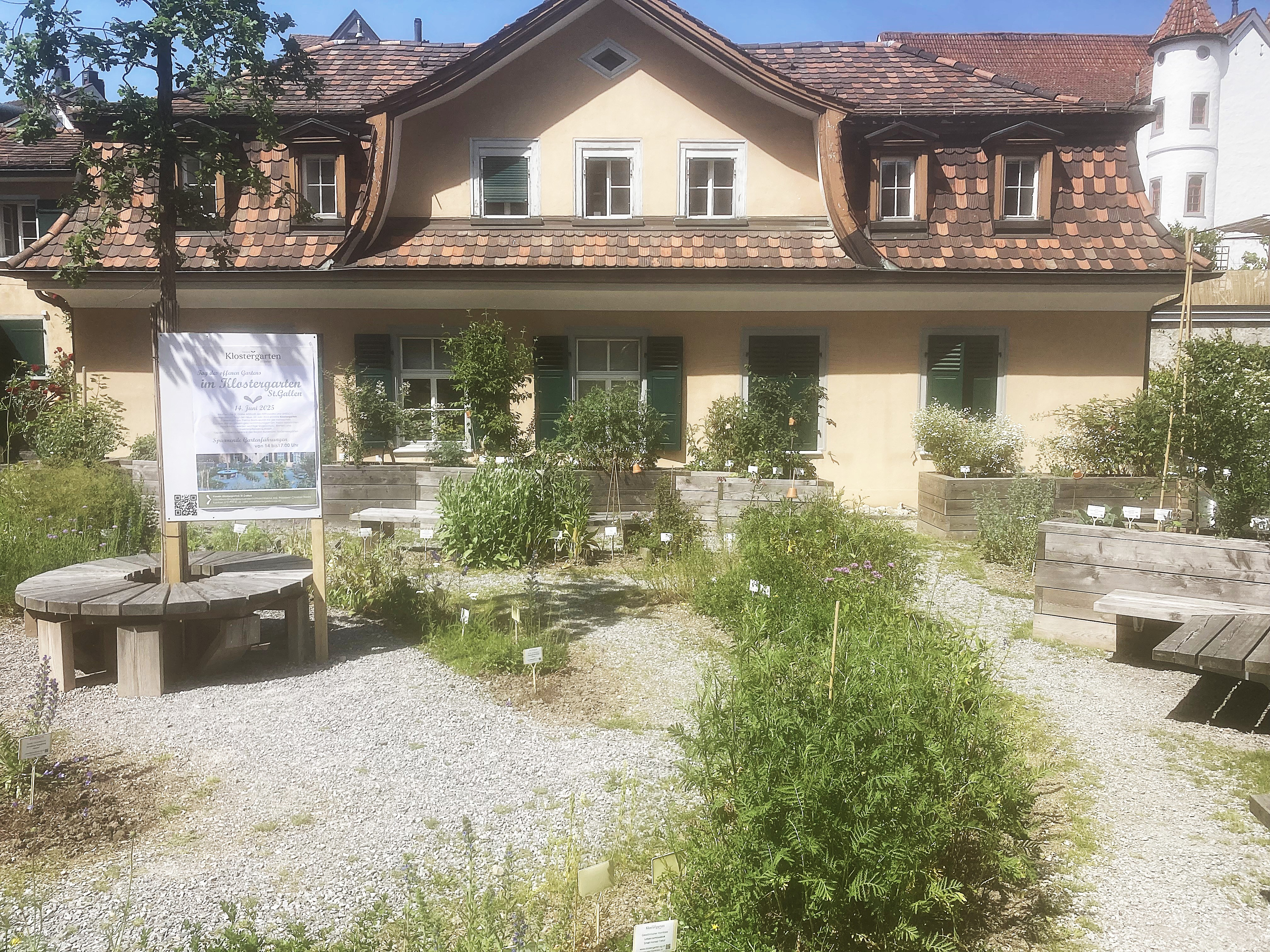
Der neue Klostergarten (2025)

Auf Stiftsplänen aus dem 18. Jahrhundert ist dort ein barocker Ziergarten mit einer Brunnengrotte und einer Orangerie mit einer Sammlung eingezeichnet. Auch bildliche Darstellungen aus dem 16. Jahrhundert lassen in diesem Bereich Obstbäume und Beete erkennen. Dort könnten die Mönche Gemüse, Kräuter und Heilpflanzen kultiviert haben. Die Lage stimmt gar mit dem St. Galler Klosterplan überein, auf dem im Nordosten ein Heilkräutergarten (herbularius) mit 16 Beeten vorkommt. Nach der Aufhebung des Stifts 1805 wurde die barocke Anlage beseitigt.
Im Auftrag des kantonalen Hochbauamts wurde im Juni 2023 wurde vor dem Haus ein Schaugarten mit 100 Heilpflanzen in 40 Hochbeeten eröffnet. Architektonisch lehnt er sich an die barocke Anordnung an, während er inhaltlich mehr einem Heilkräutergarten entspricht. 2024 gründeten Freiwillige einen Verein, der sich um die Pflege des Klostergartens kümmert.